# Mogakolodi Ngele
Mogakolodi Lucky Ngele (ur. 6 października 1990 w Gaborone) – piłkarz botswański grający na pozycji napastnika. Od 2022 roku jest zawodnikiem klubu Township Rollers.

## Kariera klubowa
Ngele jest wychowankiem klubu Uniao Flamengo Santos FC ze stolicy Botswany Gaborone. Zadebiutował w nim w 2007 roku w pierwszej lidze botswańskiej. W 2009 roku zdobył z nim Puchar Botswany. We Flamengo Santos grał do 2011 roku i wtedy też odszedł do innego stołecznego klubu, Township Rollers. Następnie w 2012 wyjechał do Południowej Afryki i grał tam kolejno w: Platinum Stars FC (2012-2015), Mamelodi Sundowns FC (2015-2016, mistrzostwo kraju), Bidvest Wits FC (2016-2017, mistrzostwo kraju), Mamelodi Sundowns FC (2017, mistrzostwo kraju), Supersport United FC (2018), Mamelodi Sundowns FC (2018-2019, mistrzostwo kraju), Tshakhuma Tsha Madzivhandila FC (2020-2021, Puchar Południowej Afryki) i Chippa United FC (2021-2022). W 2022 wrócił do Township Rollers.

## Kariera reprezentacyjna
W reprezentacji Botswany Ngele zadebiutował 1 kwietnia 2009 roku w zremisowanym 0:0 towarzyskim meczu z Lesotho. W 2012 roku został powołany do kadry na Puchar Narodów Afryki 2012.